# Юльянув (гміна Ґура-Кальварія)
Юльянув (пол. Julianów) — село в Польщі, у гміні Ґура-Кальварія Пясечинського повіту Мазовецького воєводства.
У 1975-1998 роках село належало до Варшавського воєводства.